# François-Étienne Montégut
François-Étienne Montégut, né à Ille (Roussillon) le 21 novembre 1758 et mort à Constance le 3 octobre 1827, est un homme politique français.

## Biographie
François-Étienne Montégut est encore décrit dans un rapport de police de 1822 comme étant un paysan sans instruction. C'est pourtant à l'origine un partisan de la Révolution, et il est élu le 3 septembre 1792 député à la Convention nationale, le quatrième sur cinq pour les Pyrénées-Orientales avec 58 voix sur 112 votants.
Lors du procès de Louis XVI en janvier 1793, il vote la mort du roi. 

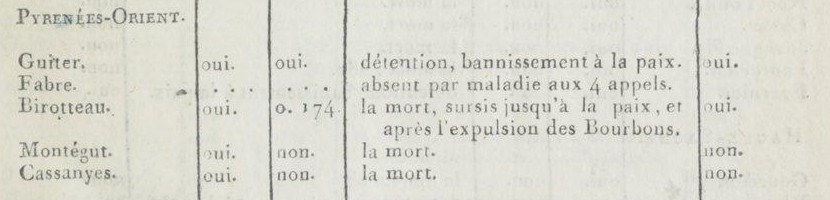
Votes des députés des Pyrénées-Orientales concernant la mort de Louis XVI

Le 21 vendémiaire an IV, il est élu député des Pyrénées-Orientales au Conseil des Cinq-Cents, avec 59 voix sur 101 votants. Il quitte cette assemblée en l'an VI et n'occupe plus alors de fonction publique.
Ayant signé l'acte additionnel lors des Cent-jours et régicide (loi du 12 janvier 1816), il fut contraint à l'exil, à Nyon .

## Mandats
- 3 septembre 1792 - 26 octobre 1795 : Député à la Convention nationale[3]
- 14 octobre 1795 - 1er avril 1798 : Député au Conseil des Cinq-Cents[3]